# Le Grand-Lucé
Le Grand-Lucé là một xã thuộc tỉnh Sarthe trong vùng Pays-de-la-Loire tây bắc nước Pháp. Xã này nằm ở khu vực có độ cao từ 73-153 mét trên mực nước biển.